# Борегар Вандон
Борегар Вандон (фр. Beauregard-Vendon) насеље је и општина у централној Француској у региону Оверња, у департману Пиј де Дом која припада префектури Риом.
По подацима из 2011. године у општини је живело 1.089 становника, а густина насељености је износила 148,57 становника/km². Општина се простире на површини од 7,33 km². Налази се на средњој надморској висини од 362 метара (максималној 509 m, а минималној 336 m).

## Демографија
| 1962. | 1968. | 1975. | 1982. | 1990. | 1999. | 2011. |
| ----- | ----- | ----- | ----- | ----- | ----- | ----- |
| 385   | 391   | 456   | 583   | 703   | 747   | 1.089 |

График промене броја становника у току последњих година